# Jules Roujon
Pour les articles homonymes, voir Roujon.
Jules Roujon, né le 18 mars 1920 à Marvejols (Lozère) et mort le 26 mai 1985 à Montrodat (Lozère), est un homme politique français.

## Détail des fonctions et des mandats
Mandats locaux
- 1945 - 1947 : Maire de Palhers
- 1947 - 1953 : Maire de Palhers
- 1953 - 1959 : Maire de Palhers
- 1959 - 1965 : Conseiller municipal de Marvejols
- 1965 - 1971 : Maire de Marvejols
- 1971 - 1977 : Conseiller municipal de Marvejols
- 1977 - 1983 : Conseiller municipal de Marvejols
- 1983 - 26 mai 1985 : Maire de Marvejols

- février 1953 - 1958 : Conseiller général du canton de Marvejols
- 1960 - 26 mai 1985 : Conseiller général du canton de Marvejols
- 1967 - 1974 : Président du Conseil général de la Lozère

- 1974 - 26 mai 1985 : Conseiller régional de Languedoc-Roussillon

Mandats parlementaires
- 26 juin 1973 - 22 septembre 1974 : Sénateur de la Lozère
- 22 septembre 1974 - 25 septembre 1983 : Sénateur de la Lozère
- 25 septembre 1983 - 26 mai 1985 : Sénateur de la Lozère